# أندرياس إفانشيتز
أندرياس إفانشيتز (بالألمانية: Andreas Ivan)‏ (10 يناير 1995 ببيتيشت في رومانيا - ) هو لاعب كرة قدم ألماني في مركز الوسط. شارك مع منتخب ألمانيا تحت 19 سنة لكرة القدم ومنتخب رومانيا تحت 21 سنة لكرة القدم. أما مع النوادي، فقد لعب مع روت فايس إيسن وشتوتغارت كيكرز وفالدهوف مانهايم ونيويورك ريد بولز ونادي فوبرتال الرياضي وStuttgarter Kickers II ‏.

## روابط خارجية
- أندرياس إفانشيتز على موقع الدوري الأمريكي (الإنجليزية)
- أندرياس إفانشيتز على موقع قاعدة بيانات كرة القدم.إي يو (الإنجليزية)
- أندرياس إفانشيتز على موقع بيانات كرة القدم. دي إي (الألمانية)
- أندرياس إفانشيتز على موقع Soccerway.com (الإنجليزية)
- أندرياس إفانشيتز على موقع عالم كرة القدم.نت (الإنجليزية)